# Człuchowski
Człuchowski là một huyện thuộc tỉnh Pomorskie của Ba Lan. Huyện có diện tích 1575 km². Đến ngày 1 tháng 1 năm 2011, dân số của huyện là 56700 người và mật độ 36 người/km².